# Landesamt für Gesundheit und Soziales Berlin

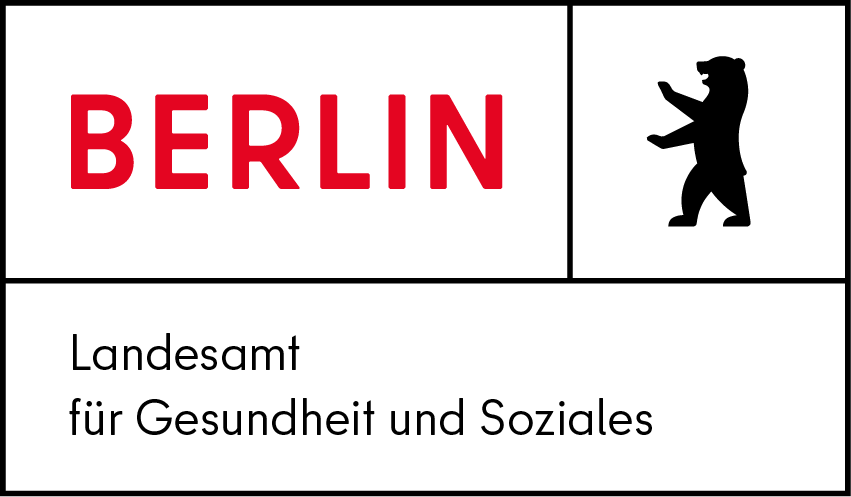
Offizielles Logo des LAGeSo

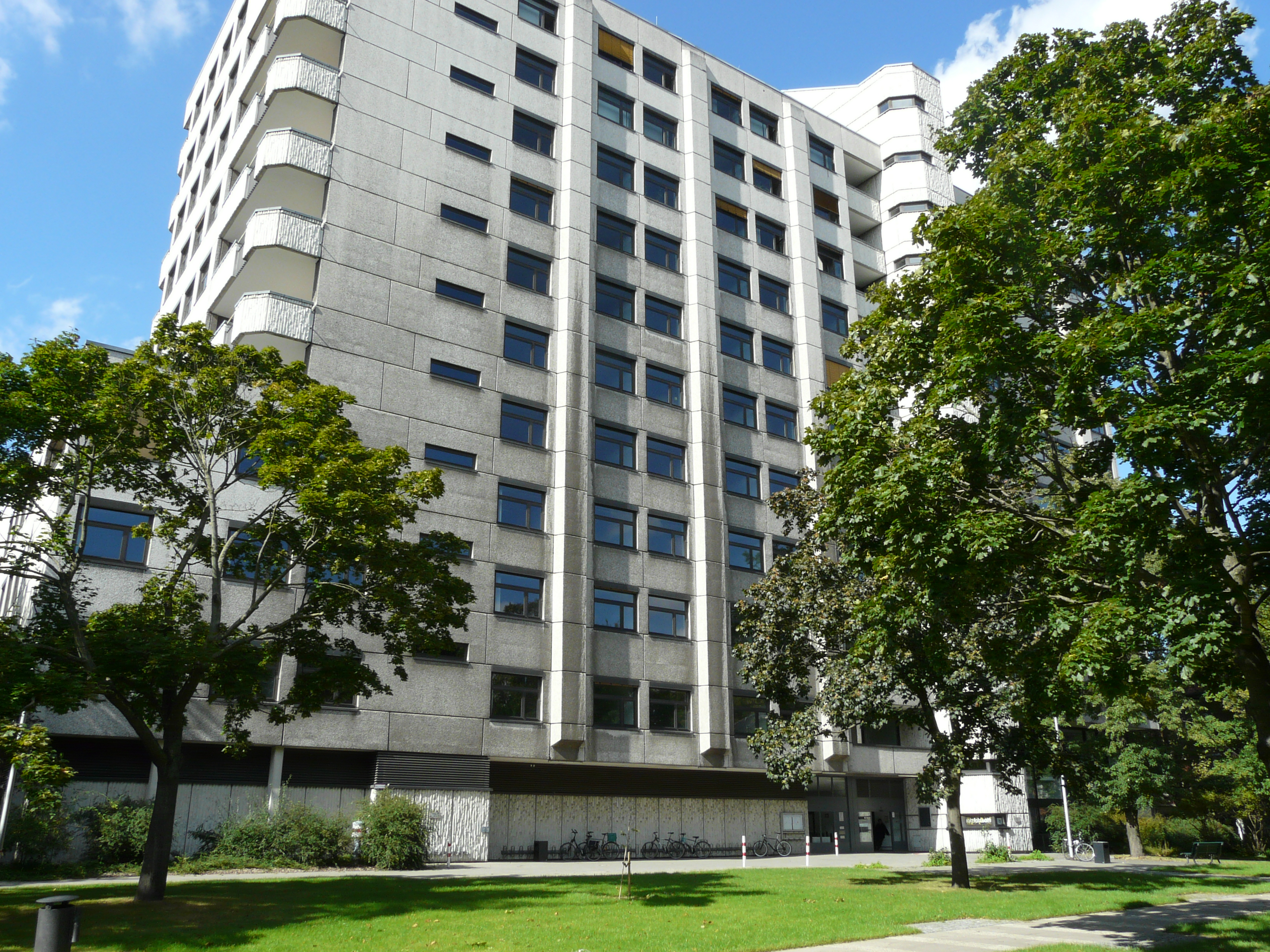
LAGeSo – Haus A auf dem Gelände in der Turmstraße 21

Das Landesamt für Gesundheit und Soziales (LAGeSo) ist eine Landesoberbehörde des Landes Berlin und ist organisatorisch der Senatsverwaltung für Integration, Arbeit und Soziales nachgeordnet. Inzwischen wird jeder sechste Berliner und jede sechste Berlinerin mit Leistungen aus dem sozialen und gesundheitlichen Bereich des Amtes versorgt. Das Aufgabenspektrum des Landesamtes ist vielfältig. Die Behörde übernimmt Aufgaben aus den Bereichen Gesundheitswesen, Soziales, Versorgung und gesundheitlichen Verbraucherschutz.

## Gründung und Geschichte
Das Verwaltungsgebäude in der Sächsischen Straße in Wilmersdorf, das heute als Außenstelle vom LAGeSo Sitz des Versorgungsamtes ist, wurde 1936–38 nach den Plänen des Architekten Philip Schäfer (1885–1952) für die Gauamtsleitung der NS-Volkswohlfahrt als fünfgeschossiger Putzbau mit Walmdach errichtet. Nach dem Zweiten Weltkrieg wurde es am 3. April 1952 zum Haus der Kriegsopferversorgung. Später wurde es zum Landesversorgungsamt, das 1985 in das Landesamt für Zentrale Soziale Aufgaben umgewandelt wurde. Seit dem 1. Januar 1998 heißt es Landesamt für Gesundheit und Soziales Berlin.
Der Hauptsitz ist heute auf dem Gelände des ehemaligen Krankenhauses Moabit in der Turmstraße.

## Aufgaben
Das Landesamt für Gesundheit und Soziales übernimmt Aufgaben aus den Bereichen Gesundheitswesen, Versorgung und Sozialdienste. Bestandteil des LAGeSo sind u. a. das Landesprüfungsamt für Gesundheitsberufe, die Geschäftsstelle der Ethik-Kommission des Landes Berlin sowie das Versicherungsamt, die Zentrale Medizinische Gutachtenstelle, das Inklusionsamt und das Versorgungsamt.
Das LAGeSo erbringt Leistungen nach dem Sozialen Entschädigungsrecht, die Feststellung und Anerkennung von Schwerbehinderungen, Leistungen an Unternehmen und Hilfen für schwerbehinderte Menschen zur Teilhabe am Arbeitsleben und ist zuständig für Angelegenheiten der akademischen und nichtakademischen Berufe im Gesundheitswesen. Das LAGeSo hat außerdem zahlreiche Genehmigungs- und Überwachungsaufgaben, u. a. im Bereich der Heimaufsicht und Krankenhausaufsicht, im Apotheken- und Arzneimittelwesen, im Bereich der Gentechnik sowie der Badegewässer und vieles mehr.
Mit Wirkung zum 1. August 2016 wurde das Landesamt für Flüchtlingsangelegenheiten (LAF) geschaffen und die Aufgabe der Zentralen Leistungsstelle für Asylbewerber vom LAGeSo in Berlin übernommen.

## Organisation und Aufbau
Das LAGeSo ist in fünf Abteilungen und 28 Bereiche gegliedert, die an mehreren Standorte in Berlin räumlich getrennt tätig sind.
Das Landesamt gliedert sich wie folgt (Stand März 2023):
Abteilung ZS – Zentraler Service
- Servicebereich Recht und Datenschutz, Ahndung von Ordnungswidrigkeiten, Datenschutzbeauftragte
- Servicebereich IT (Informationstechnik)
- Servicebereich Finanzen und Personal, Europabeauftragter
- Servicebereich Organisation und Zentrale Dienste
- Zuwendungsangelegenheiten im Gesundheits-, Pflege- und Sozialbereich

Abteilung I – Öffentlicher Gesundheitsdienst und ärztliche Begutachtung
- IT-Gesundheit (IT Ges)
- Verwaltung der Begutachtungsreferate
- Wasserhygiene und umweltbezogener Gesundheitsschutz, Surveillance und Epidemiologie von Infektionskrankheiten
- Ärztliche Begutachtung
- Zentrale Medizinische Gutachtenstelle (ZMGA)

Abteilung II – Soziales
- Eingliederungshilfe, Hilfe zur Pflege und Sozialdienst außerhalb Berlins; Persönliche Assistenz
- Rehabilitierungsbehörde Berlin, Vertriebenenangelegenheiten, Geschütztes Marktsegment, Heimaufsicht, Betreuungsvereine, Artothek der Künstlerförderung, Härtefallfonds Energieschulden
- Inklusionsamt
- Heimaufsicht

Abteilung III – Versorgung
- Allg. Verwaltungs-,Personal-, DIgitalisierungs- und Grundsatzangelegenheiten, Haushalt, KLR, IT, Versorgungsarchiv
- Soziales Entschädigungsrecht (SER), Rentengruppen, Hauptfürsorgestelle und Orthopädische Versorgungsstelle
- KundenCenter, SonderFahrDienst, Versicherungsamt, Wertmarken
- Schwerbehindertenrecht
- Grundsatzangelegenheiten Widerspruch und Klage

Abteilung IV – Gesamtstädtische Aufsichts-, Ordnungs- und Überwachungsaufgaben im Gesundheits- und Verbraucherschutz
- Berufe des Gesundheits- und Sozialwesens, Landesprüfungsamt
- Apotheken- und Betäubungsmittelwesen
- Veterinär- und Lebensmittelwesen, Gentechnik, Ökokontrolle
- Medizinprodukte
- Geschäftsstelle der Ethik-Kommission des Landes Berlin
- Arzneimittelwesen
- Krankenhausaufsicht, Reproduktionsmedizin
- Pflegeausbildungsfonds

## Behördenleitung

### Franz Allert
Amtsleiter und Präsident des Landesamtes war von 2003 bis 2015 Franz Allert. Nach Kritik an seiner Amtsführung erfolgte der Rücktritt von der Amtsleitung am 9. Dezember 2015 und eine anschließenden Abordnung für die Wahrnehmung einer Sonderaufgabe bei der Senatsverwaltung für Gesundheit. Am 14. Januar 2016 wurde Sebastian Muschter von der Unternehmensberatung McKinsey & Company kommissarisch ab dem 18. Januar zum Behördenleiter für ein Jahr berufen. Vier weitere Mitarbeiter von McKinsey sollten Muschter unterstützen, „um schnellstmöglich grundsätzliche Verbesserungen der Strukturen und Arbeitsabläufe im Lageso durchzusetzen.“ Dazu wurde ein Pro-bono-Vertrag geschlossen, nachdem dass McKinsey-Team unentgeltlich für den Senat arbeiten sollte. Muschter gehörte schon seit September 2015 zum McKinsey-Team im LAGeSo, welches an der Prozessoptimierung bei der Flüchtlingsregistrierung und -verwaltung arbeitete.
Von Januar 2017 bis Ende 2020 übernahm Franz Allert erneut die Leitung des Landesamtes.

### Michael Thiel
Vom 1. Januar 2021 bis zum 31. Dezember 2022 hat Michael Thiel als Abteilungsleiter für Zentrale Dienste kommissarisch die Leitung des Landesamtes für Gesundheit und Soziales übernommen.

### Alexander Straßmeir
Seit Anfang 2023 ist Alexander Straßmeir Präsident des Landesamtes für Gesundheit und Soziales (LAGeSo). Er wechselte als Präsident des Landesamtes für Flüchtlingsangelegenheiten (LAF) zum 1. Januar 2023 in seine neue Tätigkeit als Behördenleiter des LAGeSo Berlin.

## Aufsicht
Das LAGeSo ist der Senatsverwaltung für Integration, Arbeit und Soziales nachgeordnet. Die Senatsverwaltung für Integration, Arbeit und Soziales übt die Fachaufsicht über ein großes Spektrum gesamtstädtischer Aufgaben des LAGeSo aus. Diese sind: Leistungen nach dem Sozialen Entschädigungsrecht, die Feststellung und Anerkennung von Schwerbehinderungen, das Inklusionsamt mit seinen Leistungen an Arbeitgeber und den Hilfen für Menschen mit Behinderungen zur Teilhabe am Arbeitsleben, die Heimaufsicht und das Geschützte Marktsegment (GMS).
In Angelegenheiten des Gesundheitswesens ist die Senatsverwaltung für Wissenschaft, Gesundheit, Pflege und Gleichstellung die zuständige Fachaufsicht.
Die Wahrnehmung gesamtstädtischer Grundsatzangelegenheiten der Gentechnik, des Veterinär- und Lebensmittelwesens, sowie der Ökokontrollen wird von der Senatsverwaltung für Umwelt, Mobilität, Verbraucherschutz und Antidiskriminierung beaufsichtigt.

## Inklusionstaxi Berlin
Das Inklusionstaxi ist ein Förderprogramm des Landes Berlin. Es soll entsprechend den Richtlinien der Regierungspolitik 2016–2021 die Spontanität von mobilitätseingeschränkten Menschen befördern. Der Sozialverband Deutschland e. V. initiierte ein entsprechendes Projekt, in dessen Verlauf seit Mitte 2017 die ersten 5 Inklusionstaxis in Berlin eingesetzt werden.
Am 1. Februar 2018 wurde dem LAGeSo Berlin durch die zuständige Senatsverwaltung für Integration, Arbeit und Soziales die Aufgabe übertragen, die Grundlagen dafür zu schaffen, um bis Ende 2021 insgesamt 250 Inklusionstaxis auf die Straßen Berlins zu bringen.
Das Förderprogramm ist zum 31. Dezember 2021 ausgelaufen und kann auf insgesamt 64 bewilligte Anträge zurückblicken.

## Inklusionspreis Berlin
Seit 2003 vergibt das Land Berlin unter der Zuständigkeit des LAGeSo jährlich den Inklusionspreis Berlin an Berliner Arbeitgeber, die schwerbehinderte Menschen auf vorbildliche Art und Weise ausbilden und beschäftigen. Der Landespreis wird in den Kategorien „Kleinunternehmen“, „Mittelständische Unternehmen“ und „Großunternehmen“ und „Inklusive Ausbildung“ verliehen. Die Preise sind gleichwertig und jeweils mit einer Geldprämie in Höhe von 10.000 € dotiert.

## Flüchtlingskrise am LAGeSo (2015–2016)

### Arbeitsbedingungen und Asylaufnahmestelle (2015)

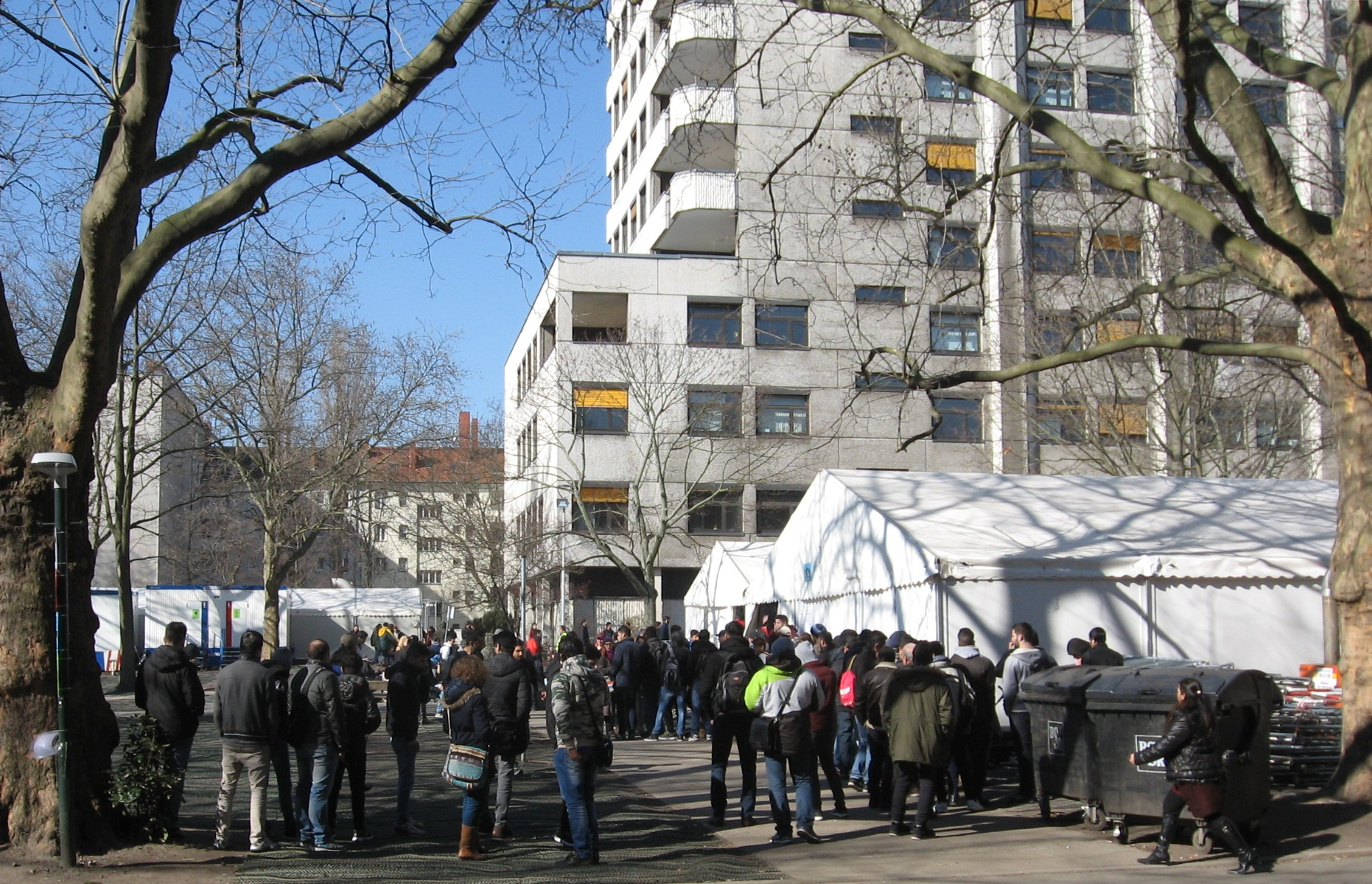
Wartende Flüchtlinge im März 2016

Die Gewerkschaft ver.di kritisiert im Dezember 2015 die Arbeitsbedingungen der Mitarbeiter des LAGeSo. Die Kritik richtet sich einerseits gegen die mangelhafte Personalausstattung der Bereiche, die mit der Betreuung von Flüchtlingen befasst sind, andererseits den dabei angefallenen Überstunden der Mitarbeiter, die nicht zeitnah abgebaut werden können. Anderseits kritisiert die Gewerkschaft die fehlende Einbindung der Beschäftigten in die Planungen des Ablaufs und bei der Schaffung eines neuen Landesamts für Flüchtlingsangelegenheiten. Im Verantswortungszeitraum von 2015 war Franz Allert der Präsident des LAGeSo und Mario Czaja (CDU) der aufsichtsführende Senator für Gesundheit und Soziales.
In Deutschland wurde das „LAGeSo“ 2015 zum Sinnbild für die Probleme bei der Aufnahme und Betreuung von Flüchtlingen während der Flüchtlingskrise in Deutschland ab 2015. Seit Sommer 2015 standen vor dem LAGeSo täglich bei Hitze wie bei Regen mehr als tausend Flüchtlinge an.

### McKinsey-Vertrag (2016)
Im Dezember 2016 wurde bekannt, dass die Berliner Staatsanwaltschaft wegen des Verdachts der Vorteilsannahme Ermittlungen gegen Björn Böhning, Staatssekretär und Chef der Berliner Senatskanzlei, eingeleitet hatte. Nachdem Böhning einen Pro-bono-Vertrag über die unentgeltliche Arbeit des McKinsey-Teams im LAGeSo geschlossen hatte, wurde von Böhning mit McKinsey, ohne Ausschreibung, am 5. Januar 2016 ein Vertrag über die Beratung bei der Erarbeitung eines Masterplans „Integration und Sicherheit“ mit einem Honorar von 238.000 Euro brutto geschlossen. Über diesen Vertrag wurde der Hauptausschuss des Abgeordnetenhauses Berlin erst am 9. Februar informiert. Zu einer formalen Vertragsunterzeichnung kam es erst Anfang März 2016, als die Hauptarbeit am Masterplan „Integration und Sicherheit“ schon erledigt war. Erst im Mitte März 2016 wurde bekannt, dass der ehemalige Berliner Staatssekretär und damalige Sozialdemokrat Lutz Diwell, ein Fachmann für Asylrecht, auf Seiten McKinseys am Masterplan mitarbeitete. Im April 2016 ging eine Strafanzeige bei der Staatsanwaltschaft wegen der McKinsey-Mitarbeit am Masterplan ein. Es besteht der Verdacht, dass die Beratungsfirma McKinsey zunächst pro bono (unentgeltlich) im LAGeSo gearbeitet hat, um danach einen bezahlten Auftrag, hier für den Masterplan „Integration und Sicherheit“, zu erhalten.